# Wetmorethraupis
Wetmorethraupis is een monotypisch geslacht van zangvogels uit de familie Thraupidae (tangaren):
- Wetmorethraupis sterrhopteron – Oranjekeeltangare